# Blankett
En blankett är ett formulär avsett för en strukturerad inhämtning av information (vanligen via namngivna och kategoriserade fält). Till skillnad mot ett formulär är en blankett alltid ett fysiskt dokument (oftast i pappersform) avsett att fyllas i manuellt med penna eller (mer ovanligt nuförtiden) skrivmaskin. Efter ifyllnad och distribution tas blanketten om hand för tolkning av ifylld information antingen manuellt eller maskinellt via skanning och automatisk teckenigenkänning för att slutligen resultera i information i blankettutfärdarens informationsystem.
Det finns även en svensk- och en nordisk blankettstandard